# Pepe Espaliú
Pepe Espaliú   (Còrdova, 26 d'octubre de 1955 - Còrdova, 2 de novembre de 1993) fou un artista andalús, considerat un dels artistes més representatius de l'art contemporani espanyol de la segona meitat del segle xx. Va realitzar una extensa producció artística, on sovint feia servir materials simbòlics com les màscares, guants o cicatrius per a crear les seves obres, generalment pintures, fotografies, escultures i fins i tot performances. Les seves obres primerenques mostraven la influència d'artistes com Francis Picabia o Joan Ponç, però contreure el VIH el 1991 va marcar un punt d'inflexió en la seva carrera, moment a partir del qual comença a fer obres on sovint apareixent crosses i cadires portadores, realitzant accions que van tenir repercussions artístiques i polítiques.
A finals de 2010 es va inaugurar a Còrdova el Centro de Arte Pepe Espaliú, on es poden veure mig centenar d'obres de l'artista.

## Obra
La seva obra va rebre moltes influències de la literatura (Vladimir Nabokov i Jean Genet) i del psicoanàlisi (va assistir a uns cursos de Jacques Lacan) i analitzava la seva pròpia sexualitat i espiritualitat, i la seva malaltia. Hi ha obra seva a diversos museus europeus, entre els quals es troben el Centre Andalús d'Art Contemporani de Sevilla, el Museu Nacional Centro de Arte Reina Sofía, la Fundació "la Caixa", el Museu d'Art Contemporani de Barcelona o la Tate Modern de Londres, entre d'altres.

## Exposicions rellevants
L'artista va exposar a les principals ciutats com París, Nova York, Venècia o Amsterdam. Algunes de les mostres més representatives:
- 1994 - Museu Reina Sofia de Madrid
- 2003 -Pepe Espaliú 1986-1993 - Museu Reina Sofia de Madrid.[3] També es va poder veure al Centre Andalús d'Art Contemporani, Sevilla, comissariada per Juan Vicente Aliaga,[4] i més endavant a Dublín.